# Ramus Frères
Ateliers de Constructions Mécaniques Ramus Frères war ein französischer Hersteller von Automobilen.

## Unternehmensgeschichte
Das Unternehmen aus Chambéry begann 1900 mit der Produktion von Automobilen. Der Markenname lautete Ramus. Im gleichen Jahr endete die Produktion bereits wieder.

## Fahrzeuge
Das einzige Modell war ein Kleinwagen. Für den Antrieb sorgte ein Einzylindermotor mit 4 PS Leistung. Der Motor war vorne im Fahrzeug montiert und trieb über Riemen die Hinterachse an.